# Stade Josy Barthel
Stade Josy Barthel – stadion sportowy w Luksemburgu. Jest oficjalnym stadionem, na którym rozgrywa mecze piłkarska reprezentacja Luksemburga.
Został wybudowany w latach 1928-1931, a zmodernizowany w 1990. Rozgrywane są na nim także zawody lekkoatletyczne. Od 1993 nosi imię Josy Barthela, jedynego luksemburskiego złotego medalisty olimpijskiego. 
Mieści ok. 8000 widzów, częściowo pod dachem, częściowo na otwartej trybunie. Na stadionie tym rozgrywa także mecze piłkarskie drużyna Spora Luksemburg.